# Podalonia puncta
Podalonia puncta är en biart som beskrevs av Murray 1940. Podalonia puncta ingår i släktet Podalonia och familjen grävsteklar. Inga underarter finns listade i Catalogue of Life.